# Julio Gámez Salinas
Julio José Gámez Salinas, (nacido el 21 de diciembre de 1921 en  Santo Domingo, República Dominicana) fue un exjugador de baloncesto dominicano de origen español.

## Trayectoria
Nacido de padre español y de madre dominicana en la ciudad de Santo Domingo un 23 de diciembre de 1921, estudió y vivió en España. Jugó  en la Real Sociedad Gimnástica Española (1941 y 1942), Universidad de Madrid (1943, 1944, y 1945), y  Real Madrid (del 1946 al 1950). Con España jugó el primer mundial que se disputó en baloncesto, el de  Argentina 1950.
Después de volver a la República Dominicana se dedicó a varios deportes, tanto en práctica como directivo ostentando la presidencia de la Federación Dominicana de Fútbol, por dos periodos; de la Asociación Dominicana de Golf por seis periodos; Director del Consejo Mundial de Golf Amateur, durante cuatro años y otros cargos más.

## Internacionalidades
Fue internacional con España en 16 ocasiones.
Participó en los siguientes eventos:
- Campeonato Mundial de Baloncesto de 1950. 9/10